# Condado de Kiambu
El condado de Kiambu es un condado de Kenia.
Se sitúa en la antigua Provincia Central, al norte de Nairobi, y su capital es Kiambu. La población total del condado es de 1 623 282 habitantes según el censo de 2009.
Las principales periferias septentrionales del área metropolitana de Nairobi se hallan en este condado: aquí están las villas de Kikuyu y Karuri y los municipios de Ruiru, Thika, Limuru y Kiambu. Estas seis zonas urbanas albergan a dos terceras partes de la población del condado en el censo de 2009.

## Localización
| Noroeste: Condado de Nyandarua | Norte: Condado de Muranga | Noreste: Condado de Muranga  |
| Oeste: Condado de Nakuru       |                           | Este: Condado de Machakos    |
| Suroeste: Condado de Kajiado   | Sur: Condado de Nairobi   | Sureste: Condado de Machakos |

## Historia
En 2007, el antiguo distrito de Kiambu se dividió en dos distritos: Kiambu West al oeste y Kiambu East al este. En la parte occidental quedaron las divisiones de Limuru, Lari y Kikuyu, con capital en la primera. Esto desapareció con la sustitución de los distritos por condados de 2013.

## Demografía

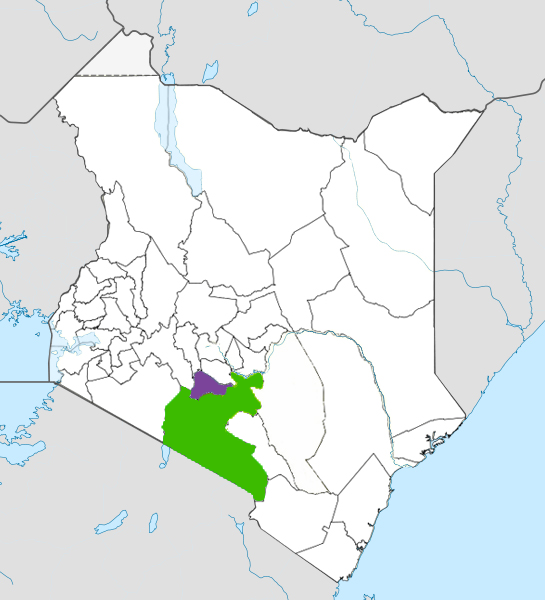
El condado de Kiambu (morado) dentro del área metropolitana de Nairobi (verde).

El desglose del censo de 2009 es el siguiente para este condado:
1. Ruiru, municipio, 238 858 habitantes
2. Kikuyu, villa, 233 231 habitantes
3. Thika, municipio, 139 853 habitantes
4. Karuri, villa, 129 934 habitantes
5. Limuru, municipio, 104 282 habitantes
6. Kiambu, municipio, 88 869 habitantes
7. Juja, otro tipo de localidad, 40 446 habitantes

## Transporte
El condado de Kiambu es lugar de entrada a Nairobi para carreteras importantes que conectan la capital con varios puntos del país. La A104, que lleva a Uganda a través de la frontera de Tororo, entra en Nairobi a través de la parte occidental de este condado, pasando por Limuru y Kikuyu. Por el oeste de Limuru, la A104 se cruza con la B3, que lleva a importantes localidades del suroeste del país como Narok, Bomet y Kisii.
Por su parte, al este del condado sale la carretera A2, que lleva a Etiopía a través de la frontera de Moyale. La A2 entra en Nairobi a través de Thika y Ruiru. En Thika, la A2 se cruza con la A3, que lleva a Somalia.